# Ali Kanaan
Ali Kanaan (in arabo علي كنعان‎?; Beirut, 1º dicembre 1985) è un cestista libanese.

## Carriera
Con il Libano ha disputato i Campionati mondiali del 2010 e due edizioni dei Campionati asiatici (2009, 2011).